# Rainy Days Factory
Rainy Days Factory são uma banda Portuguesa de indie rock formada em 2010 em  Lisboa. A sua formação atual é constituída por Oscar Coutinho (Voz e baixo), João Vitorino (Bateria e percussão), Pedro Code (Guitarra e teclados) e Vanessa Nunes (Backing vocals, guitarra acústica e teclados).
Estando conectados a um circuito musical independente, o seu som é caracterizado pelas linhas de guitarra planante e baixo dedilhado gerando algumas comparações com grupos da conhecida editora 4AD.
O primeiro EP “it´s your time” lançado no ano de 2012 é composto por quatro temas: “All about love”, “See the light”, “Autistic eyes” e “Sorry”. Foi gravado ao vivo durante um fim-de-semana no mês de Setembro de 2011 na Fábrica da Pólvora. A gravação/produção foi da responsabilidade de Amândio Bastos.
O seu album de estreia Oceans of Tears gravado no “Saafran Studio” no ano de 2013 de novo com produção a cargo de Amândio Bastos e selo “Etheral Sound Works” é constituído por 6 novos temas com destaque para "Ocean of tears" cujo video alcançou o 2º lugar do “48 Hour Music Video Project Lisboa 2013”.
Em 2016 lançam o seu segundo LP "This is Tomorrow" inteiramente gravado no estúdio da banda e cuja produção foi mantida pelos próprios.
"...O segundo álbum dos Rainy Days Factory apresenta-nos uma banda mais consistente, madura e com maior enfoque na musicalidade, sem deixar para trás aquilo que faz deles uma banda única..." Via Nocturna.

Membros
- Oscar Coutinho; (Oscar Coutinho) – vocalista – baixista
- João Vitorino; (João Vitorino) – baterista
- Pedro Code; (Pedro Code) – teclista – guitarrista
- Vanessa Nunes; (Vanessa Nunes) - back vocal - guitarra acústica - teclas

## Discografia

### EP
- Lançamento: EP 2012 - 4 temas
- Nome: It´s your time
- Gravadora: Amandio Bastos
- Formatos: CD, download digital

### LP
- Lançamento: LP 2016 - 11 temas, gravado no Rock Lounge
- Nome: This is Tomorrow
- Gravadora: Etheral Sound Works
- Formatos: CD, download digital
- Lançamento: LP 2013 - 10 temas, gravado no Safraan Studios
- Nome: Oceans of Tears
- Gravadora: Etheral Sound Works
- Formatos: CD, download digital

### SINGLE
- Lançamento: Single 16 de agosto de 2013 - 3 temas, gravado no Safraan Studios
- Nome: Oceans of Tears
- Gravadora: Etheral Sound Works
- Formatos: CD, download digital

### COMPILAÇÕES
- Lançamento: 6 de Janeiro de 2013 - 18 temas, compilado por ESW
- Nome: Seven
- Gravadora: Etheral Sound Works
- Formatos: CD, download digital